# 太陽を待ちながら
『太陽を待ちながら』 (Waiting for the Sun) は、1968年に発売されたドアーズのアルバム。本作は彼らのアルバムで初の一位を獲得し、シングル・カットされた「ハロー・アイ・ラヴ・ユー」は二度目のナンバー・ワン・ヒットとなった。
「ハロー・アイ・ラヴ・ユー」はそのコード進行、メロディからキンクスの「オール・オブ・ザ・ナイト」の盗作と騒がれた。ジャケット内側に印刷された詩「セレブレーション・オブ・ザ・リザード」は「大地に触れずに」に一部使用されているが、完全版は後の『アブソルートリー・ライヴ』に収録された。
フラメンコ風の「スパニッシュ・キャラバン」にはスペインの作曲家、イサーク・アルベニスの作品「アストゥリアス」から一部が引用されている。
本作の題となった楽曲「太陽を待ちながら」は1970年の『モリソン・ホテル』に収録された。

## 収録曲
Side 1
1. ハロー・アイ・ラヴ・ユー - Hello, I Love You 2:22
2. ラヴ・ストリート - Love Street 3:06
3. 大地に触れずに - Not to Touch the Earth 3:54
4. 夏は去りゆく - Summer's Almost Gone 3:20
5. ウインタータイム・ラヴ - Wintertime Love 1:52
6. 名もなき兵士 - The Unknown Soldier 3:10

Side 2
1. スパニッシュ・キャラバン - Spanish Caravan 2:58
2. マイ・ワイルド・ラヴ - My Wild Love 2:50
3. 一緒にいられたら - We Could Be So Good Together 2:20
4. 川は知っている - Yes, the River Knows 2:35
5. ファイヴ・トゥ・ワン - Five to One 4:22